# Lista de -ectomias
O sufixo da terminologia cirúrgica "-ectomia" foi retirado do grego εκ-τομια = "ato de cortar". Significa a remoção cirúrgica de algo, geralmente de dentro do corpo.

## A
- Adenectomia é a remoção cirúrgica de uma glândula.

- Adenoidectomia é a remoção cirúrgica das adenóides, também conhecidas como tonsilas faríngeas.

- Adrenalectomia é a remoção de uma ou ambas as glândulas supra-renais.
- Apicoectomia é a remoção cirúrgica da ponta da raiz do dente.
- Apendicectomia é a remoção cirúrgica do apêndice.
- Artrectomia é a remoção de uma articulação do corpo.
- Auriculectomia é a remoção da orelha